# Casa del carrer Verdaguer, 7 (Sant Pere de Torelló)
La Casa del carrer Verdaguer, 7 és una obra barroca de Sant Pere de Torelló (Osona) inclosa a l'Inventari del Patrimoni Arquitectònic de Catalunya.

## Descripció
Casa que fa cantonada, de planta baixa i dos pisos, coberta a dues aigües i amb una barbacana sostinguda per colls de fusta. Les obertures són de secció quadrada, disposades irregularment, amb els brancals de carreus de pedra ben tallats i desiguals i llinda d'un sol carreu. Destaca la posició de les obertures, sobretot una doble finestra en cantonada amb ampitadors a les dues bandes de rajola vermella i amb carreus de pedra regulars als brancals (1737). La porta principal és recta, amb llinda d'un sol carreu (1722) i brancals de carreus de pedra regulars. Sota teulada hi ha una petita galeria o solana amb una barana de balustres de fusta. Una finestra de la planta baixa té una inscripció a la llinda: "MANEL MOLINS 1719".

## Història
Forma part del conjunt de cases que es construïren entorn de l'església de Sant Pere, ja durant els segles XII-XIII, però que foren destruïdes durant els segles xiv i xv. De la casa original no en queda cap vestigi. A partir del segle xvi i amb la industrialització (segles XVII-XVIII) es tornà a habitar aquesta zona amb les cases que formen l'actual nucli antic de Sant Pere de Torelló. No es coneix exactament la data de construcció de la casa, però considerant la seva situació dins el conjunt urbanístic del poble, probablement data dels segles XVII-XVIII i fou reformada diverses vegades, com ens indiquen les dates gravades a les llindes de les obertures de la casa (1719, 1722, 1737).